# トラクトリックス

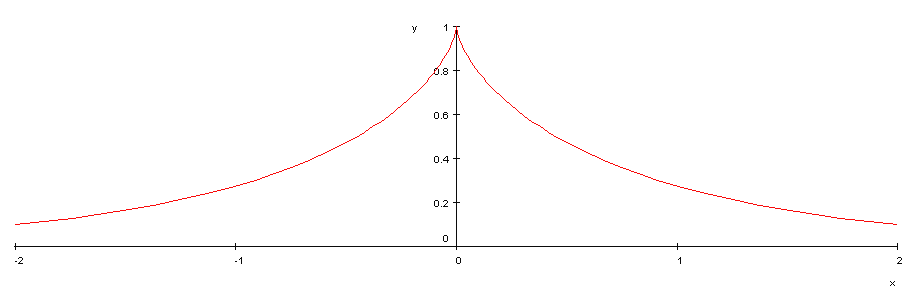
トラクトリックス

トラクトリックス (tractrix) 、牽引線（けんいんせん）、引弧線、犬曲線、追跡線とは、直交座標の方程式
{\displaystyle {\begin{aligned}x&=\pm \left(a\ln {\frac {a+{\sqrt {a^{2}-y^{2}}}}{y}}-{\sqrt {a^{2}-y^{2}}}\right)\\&=\pm \left(a\,{\rm {sech}}^{-1}{\frac {y}{a}}-{\sqrt {a^{2}-y^{2}}}\right)\quad (a>0)\end{aligned}}}
によって表される曲線である。

## 媒介変数による表示
媒介変数表示では
{\displaystyle x=\pm a\left(\ln \tan {\frac {\theta }{2}}+\cos \theta \right),\;y=a\sin \theta ,\quad \theta \in \left[0,{\frac {\pi }{2}}\right].}

棒を引きずることによってできるトラクトリックスの軌跡。

と表される。ここで、座標原点に犬の飼い主が、y軸上の点 (0, a) に長さ a のリードにつながれた犬が居たとするとき、飼い主がx軸上を移動した際に、リードの伸縮が全くないと仮定した場合に犬が移動する軌跡がトラクトリックスになる。θ は飼い主と犬を結ぶ線分とx軸との成す角に相当する。牽引線、犬曲線などと呼ばれるのはそのためである。
あるいは、{\displaystyle \vartheta =\theta -{\frac {\pi }{2}}} として
{\displaystyle x=a\left(\operatorname {gd} ^{-1}\vartheta -\sin \vartheta \right),\;y=a\cos \vartheta }
と表される。ただし、{\displaystyle \operatorname {gd} ^{-1}\vartheta } はグーデルマン関数の逆関数である。
さらに、{\displaystyle t=\operatorname {gd} ^{-1}\vartheta } とおくことにより
{\displaystyle x=a\left(t-\tanh t\right),\;y=a\operatorname {sech} t}
と表すこともできる。

## 特徴

カテナリーの伸開線としてのトラクトリックス

トラクトリックスの縮閉線としてのカテナリー

- 常微分方程式 {\displaystyle {\frac {{\rm {d}}x}{{\rm {d}}y}}=\pm {\frac {\sqrt {a^{2}-y^{2}}}{y}}} を満たす。
- カテナリー {\displaystyle y=a\cosh {\frac {x}{a}}} の伸開線に相当し、y軸に対して線対称であり、x軸を漸近線に持つ。尖点は (0, a)。
- 区間 {\displaystyle 0\leq x_{1}\leq x\leq x_{2}} における弧長は {\displaystyle a\ln {\frac {y_{1}}{y_{2}}}} である。
- トラクトリックス上の尖点以外の任意の点をP、Pにおける曲率中心[1]をO、線分OPの延長とx軸との交点をQとするとき、OP・PQは一定となり、その値は a2 に相当する[2]。
- トラクトリックスとその漸近線で囲まれる領域の面積は {\displaystyle {\frac {\pi a^{2}}{2}}}（半径 a の円の面積の半分）である[3]。
- トラクトリックスをその漸近線の周りに回転させてできる回転体[4]の表面積は {\displaystyle 4\pi a^{2}}（半径 a の球の表面積）[5]、体積は {\displaystyle {\frac {2\pi a^{3}}{3}}}（半径 a の球の体積の半分）[6]である。

## 関連文献
- 長澤龜之助「第三套 雑記 曲線説第ニ稿」『東京數學會社雑誌』第42号、1881年、8–11頁、doi:10.11429/sugakukaisya1877.1881.42_8。最後のページでトラクトリックスを解説している。